# Neutralisation
Cet article concerne la réaction chimique. Pour l'action sportive, voir Neutralisation (technique de combat). Pour le concept pénologique, voir Neutralisation (pénologie).

Titrage de la neutralisation d'un acide fort par une base forte. Le point d'équivalence est marqué par un point rouge.

La neutralisation ou neutralisation acidobasique est une réaction chimique où un acide réagit avec une base de façon à former de l'eau et un sel,. Elle est couramment utilisée pour réguler le pH des milieux aqueux (eaux usées, cours d'eau), tout comme les terres agricoles. Le pH après la neutralisation dépend de la force de l'acide en présence.